# Тукану (Баия)
Тукану (порт. Tucano) — муниципалитет в Бразилии, входит в штат Баия. Составная часть мезорегиона Северо-восток штата Баия. Входит в экономико-статистический микрорегион Эуклидис-да-Кунья. Население составляет 54 106 человек на 2006 год. Занимает площадь 3214,8 км². Плотность населения — 19,3 чел./км².
Праздник города — 21 марта.

## История
Город основан 21 марта 1837 года. 

## Статистика
- Валовой внутренний продукт на 2003 год составляет 94 769 827,00 реалов (данные: Бразильский институт географии и статистики).
- Валовой внутренний продукт на душу населения на 2003 год составляет 1799,83 реалов (данные: Бразильский институт географии и статистики).
- Индекс развития человеческого потенциала на 2000 год составляет 0,582 (данные: Программа развития ООН).

## География
Климат местности: тропическая полупустыня.